# Astragalus tenuifolius
Astragalus tenuifolius är en ärtväxtart som beskrevs av Carl von Linné. Astragalus tenuifolius ingår i släktet vedlar, och familjen ärtväxter. Inga underarter finns listade i Catalogue of Life.